# Elio (nome)
Elio  è un nome proprio di persona italiano maschile.

## Varianti
- Maschili: Eleo[1], Elios[1][3]
- Femminili: Èlia[1][3], Elea[1]
  - Alterati: Elina[3]

### Varianti in altre lingue
- Catalano: Heli[4], Hèlios[4]
- Inglese: Helius
- Polacco: Heliusz
- Portoghese: Helio
- Rumeno: Eliu
- Russo: Илий (Ilij)
- Spagnolo: Helio[4], Helios[4]

## Origine e diffusione

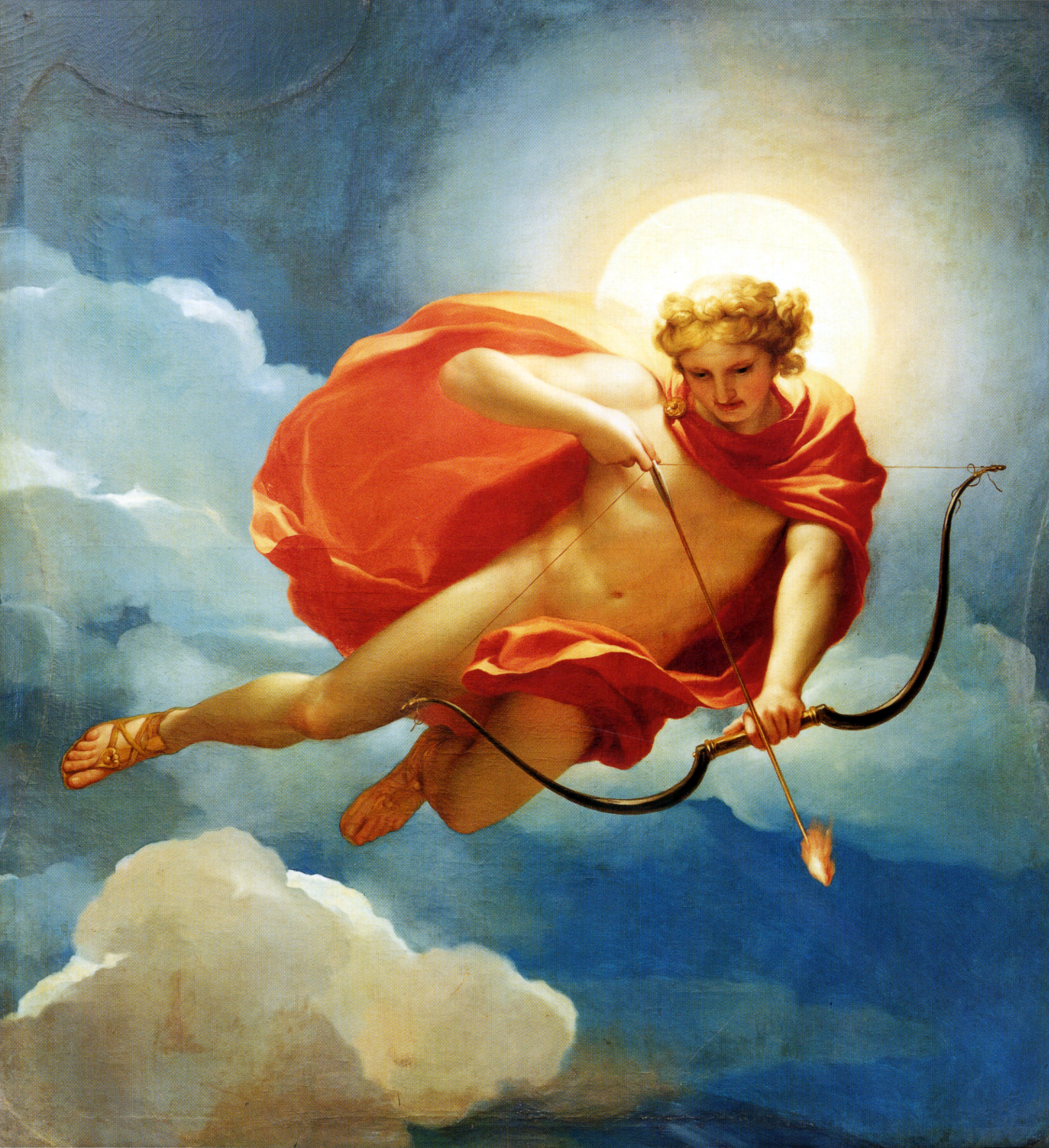
Il dio Elio in un dipinto di Anton Raphael Mengs

Nome dalla duplice origine, si tratta in primo luogo di una ripresa del nome di Elio, il dio greco del Sole (a cui fa riferimento anche il nome Eliodoro): in questo caso deriva, tramite il latino Helius, dal greco Ἥλιος (Hélios) che, tratto dall'omonimo sostantivo, vuol dire proprio "Sole", lo stesso significato dei nomi Sole, Sorin e Saulė.
In secondo luogo, può anche riprende il nomen romano Aelius (femminile Aelia), portato dall'imperatore Adriano e quindi molto comune nel II secolo; la sua origine è incerta, forse etrusca o forse dal latino alius, "[un] altro" (alcune fonti lo riconducono sempre al greco ‘ηλιος, connessione categoricamente rifiutata da altre); da questo nomen è derivato, in forma patronimica, il nome Eliano.
In parte, "Elio" può anche costituire un ipocoristico di altri nomi quali Aurelio, Cornelio e via dicendo. In Italia è attestato su tutto il territorio, sostenuto anche dal culto di vari santi così chiamati. Esiste anche una forma femminile, Èlia, che però, per evitare confusione col nome biblico maschile Elìa, è generalmente sostituita da Elina od Eliana.

## Onomastico
L'onomastico si può festeggiare il 28 ottobre in memoria di sant'Elio, vescovo di Lione, oppure il 18 luglio in ricordo di sant'Elio, diacono e vescovo di Capodistria.

## Persone

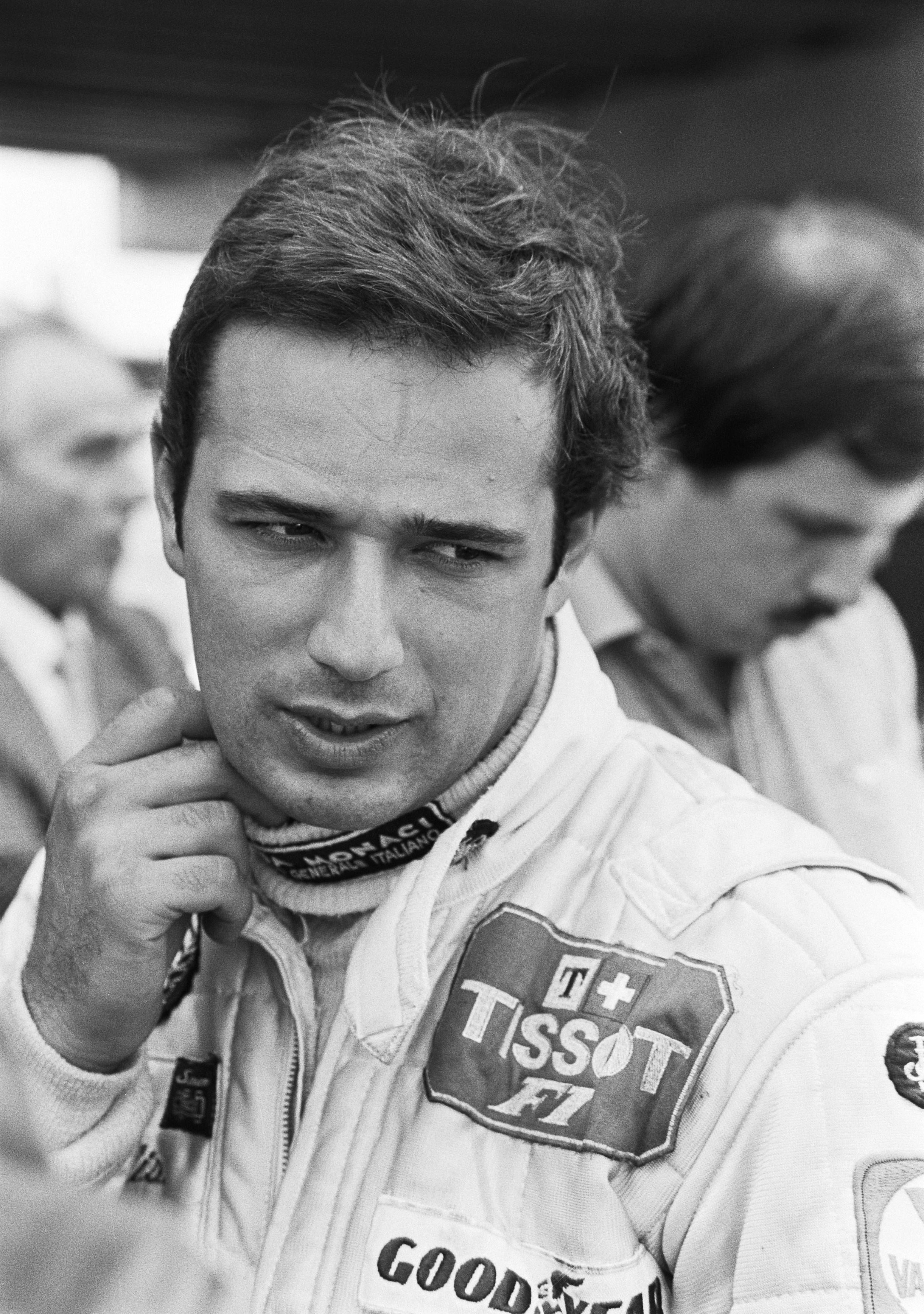
Elio De Angelis

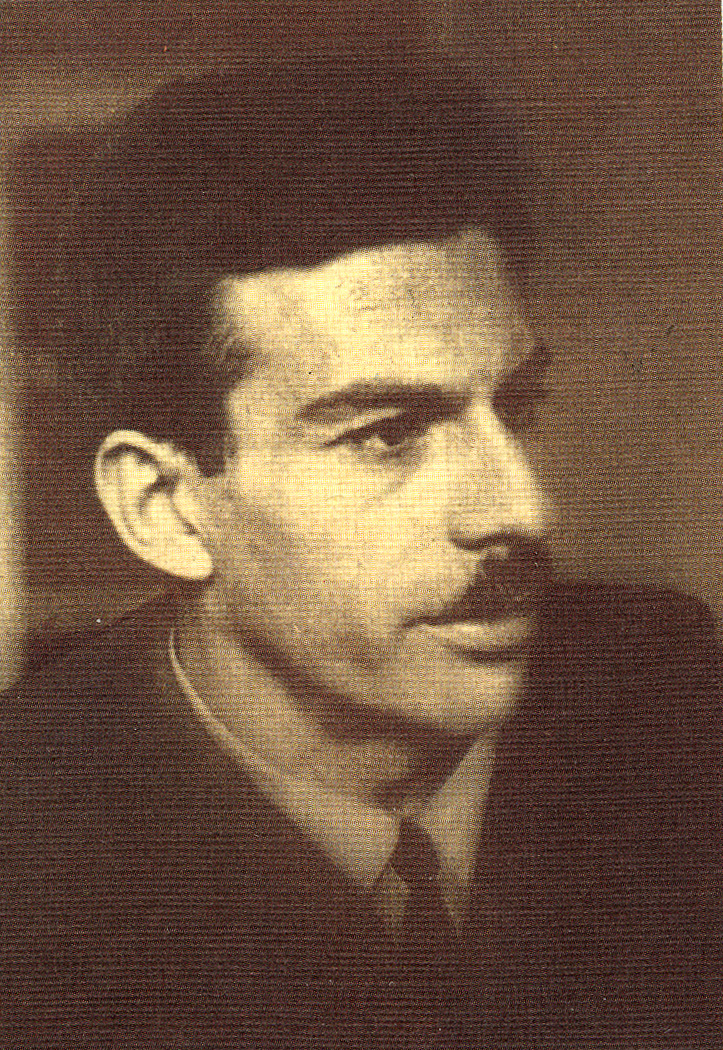
Elio Vittorini

- Publio Elio Traiano Adriano, imperatore romano
- Lucio Elio Cesare, politico e generale romano
- Elio, cantante, compositore e polistrumentista italiano
- Elio Bartolini, scrittore, saggista e poeta italiano
- Elio Corno, giornalista italiano
- Elio De Angelis, pilota automobilistico italiano
- Elio De Capitani, attore e regista italiano
- Elio Augusto Di Carlo, medico, ornitologo, storico e naturalista italiano
- Elio Fiorucci, stilista
- Elio Germano, attore italiano
- Elio Gustinetti, calciatore e allenatore di calcio italiano
- Elio Marchegiani, pittore e scultore italiano
- Elio Pacilio, ambientalista italiano
- Elio Pandolfi, attore, cantante e doppiatore italiano
- Elio Pecora, poeta, scrittore e saggista italiano
- Elio Petri, regista e sceneggiatore italiano
- Elio Signorelli, calciatore e dirigente sportivo italiano
- Elio Toaff, rabbino italiano
- Elio Vittorini, scrittore italiano
- Elio Zamuto, attore, doppiatore e direttore del doppiaggio italiano

### Variante Helios
- Helios Gómez, pittore, disegnatore e poeta spagnolo